# Eminem Presents: The Anger Management Tour
Eminem Presents: The Anger Management Tour (englisch für „Eminem präsentiert: Die Aggressionsbewältigungstour“) ist das vierte Videoalbum des US-amerikanischen Rappers Eminem. Es wurde am 4. Juli 2005 über die Labels Interscope Records und Universal veröffentlicht. Von der FSK ist das Album ohne Altersbeschränkung freigegeben.

## Hintergrund
Nach Veröffentlichung seines Studioalbums The Eminem Show ging Eminem ab Mitte Juli 2002 auf seine zweite Anger Management Tour durch die USA. Dabei trat er auch in seiner Heimatstadt Detroit auf, wobei das Konzert gefilmt wurde.

## Inhalt
Das Album zeigt den Videomitschnitt eines Konzerts von Eminem in dessen Heimatstadt Detroit aus dem Jahr 2002. Hauptsächlich rappt er dabei Lieder seines damals aktuellen Albums The Eminem Show, doch ein paar Songs der Alben The Marshall Mathers LP (Kill You, Stan, The Way I Am, Drug Ballad), The Slim Shady LP (Just Don’t Give a Fuck), Devils Night (Pimp Like Me, Fight Music, Purple Pills) und 2001 (Forgot About Dre) sind ebenfalls enthalten. Außerdem beinhaltet die DVD ein 27-minütiges On the Road-Video.

## Covergestaltung
Das Albumcover zeigt Eminem, der in weißem T-Shirt und schwarzer Jogginghose auf der Bühne steht und die Arme ausbreitet. Hinter ihm ist ein Bühnengerüst aufgebaut, auf dem sich der orange Schriftzug The Anger Management Tour befindet. Darüber stehen in orange-roten Buchstaben der Schriftzug Eminem und in weiß der Schriftzug Presents. Das Bild ist von einem orange-roten Rahmen umgeben.

## Gastbeiträge
Eminem wird bei einigen Liedern des Konzerts von anderen Künstlern unterstützt. So ist seine Rapgruppe D12 auf den Songs When the Music Stops, Pimp Like Me, Fight Music und Purple Pills vertreten. Der Detroiter Rapper Obie Trice, der damals bei Eminems Label Shady Records unter Vertrag stand, ist beim Track Drips zu hören, während die Sängerin Dina Rae bei Superman und Drug Ballad mit auf der Bühne steht.

## Titelliste
| #  | Titel                  | Gastmusiker | Länge |
| -- | ---------------------- | ----------- | ----- |
| 1  | Square Dance           |             | 3:33  |
| 2  | Business               |             | 2:33  |
| 3  | White America          |             | 2:59  |
| 4  | Kill You               |             | 1:53  |
| 5  | When the Music Stops   | D12         | 5:28  |
| 6  | Pimp Like Me           | D12         | 1:59  |
| 7  | Fight Music            | D12         | 4:28  |
| 8  | Purple Pills           | D12         | 4:28  |
| 9  | Stan                   |             | 3:39  |
| 10 | The Way I Am           |             | 2:24  |
| 11 | Soldier                |             | 3:42  |
| 12 | Cleanin’ Out My Closet |             | 2:54  |
| 13 | Forgot About Dre       |             | 1:43  |
| 14 | Drips                  | Obie Trice  | 2:50  |
| 15 | Superman               | Dina Rae    | 6:45  |
| 16 | Drug Ballad            | Dina Rae    | 2:58  |
| 17 | Just Don’t Give a Fuck |             | 1:27  |
| 18 | Sing for the Moment    |             | 3:25  |
| 19 | Without Me             |             | 6:59  |
| 20 | My Dad’s Gone Crazy    |             | 5:09  |
| 21 | On the Road            |             | 27:10 |

## Kommerzieller Erfolg
Eminem Presents: The Anger Management Tour erreichte in Deutschland Platz 49 der Albumcharts und hielt sich zwei Wochen in den Top 100. In den USA und Österreich wurde es in den Musik-DVD-Charts gelistet und belegte Rang 2 bzw. 8. Das Album erhielt im Vereinigten Königreich für mehr als 25.000 verkaufte Exemplare eine Goldene Schallplatte. Weltweit erhielt das Album Auszeichnungen für über 50.000 verkaufte Einheiten.
| Land/Region                  | Auszeichnungen für Musikverkäufe (Land/Region, Auszeichnung, Verkäufe) | Verkäufe |
| ---------------------------- | ---------------------------------------------------------------------- | -------- |
| Australien (ARIA)            | Gold                                                                   | 7.500    |
| Frankreich (SNEP)            | Platin                                                                 | 15.000   |
| Neuseeland (RMNZ)            | Gold                                                                   | 2.500    |
| Vereinigtes Königreich (BPI) | Gold                                                                   | 25.000   |
| Insgesamt                    | 3× Gold · 1× Platin ·                                                  | 50.000   |

Hauptartikel: Eminem/Auszeichnungen für Musikverkäufe

## Rezeption
| Professionelle Bewertungen | Professionelle Bewertungen |
| -------------------------- | -------------------------- |
| Kritiken                   |                            |
| Quelle                     | Bewertung                  |
| laut.de                    | [ 3 ]                      |

Alexander Engelen von laut.de bewertete Eminem Presents: The Anger Management Tour mit drei von möglichen fünf Punkten. Er meint, dass sich der Auftritt „mit Riesenrad, Feuerspuckern, Zaubertricks und Zirkuseinlagen […] in Sachen Bühnenbild, Sound und Gimmicks an weitaus Größerem orientiert als einem konventionellen Rap Konzert.“ Eminem liefere „mitsamt D12 Crew und Obie Trice eine eindrucksvolle Show“ ab.